# Liste südamerikanischer Eisenbahngesellschaften
Liste von heutigen und ehemaligen Bahngesellschaften in Südamerika.

## Argentinien
Staatsbahnen

Logo von Ferrocarriles Argentinos

- Ferrocarriles Argentinos (2015) (FASE)
  - Trenes Argentinos Operaciones (SOFSE)
  - Trenes Argentinos Infraestructura (ADIF)
  - Trenes Argentinos Cargas (Belgrano Cargas y Logística)

Außerdem haben folgende Eisenbahnverkehrsunternehmen eine Lizenz (Stand 2021):
Güterverkehr
- Ferrosur Roca
- Nuevo Central Argentino
- Ferroexpreso Pampeano
- Tren Patagonico (Prov. de Río Negro)

Buenos Aires - Nahverkehr
- Ferrovías
- Metrovías

Personenverkehr
- Tren Patagónico (TP)
- Tren a las nubes (Prov. de Salta, Touristen- und Sonderzüge)
- Viejo Expreso Patagonico (Prov. de Chubut, Touristen- und Sonderzüge)
- Casimiro Zbikoski (internationale Züge)
- Ferrocarril Austral Fueguino (touristische Schmalspurbahn)

ehemalige Unternehmen (Auswahl)
- Argentine Great Western Railway (Gran Oeste Argentino)
- Argentine Railway Company
- Ferrocarriles Argentinos (FA) (1948 bis 1993, Staatsbahn)
- Compagnie du Chemin de Fer de Rosario à Puerto Belgrano (FCRPB)
- Ferrobaires (UEPFP/FB)
- Ferrocarril Central Argentino (FCCA)
- Ferrocarril Córdoba y Nor-Oeste (FCCyNO)
- Ferrocentral
- Servicios Ferroviarios del Chaco (SEFECHA)
- Trenes Especiales Argentinos (TEA)
- América Latina Logística (ALL)
- Metropolitano
- Trenes de Buenos Aires (TBA)
- SEFECHA
- Unidad de Gestión Operativa Ferroviaria de Emergencia (UGOFE)
- Ferrocarril Mediterraneo
- Ferroclub Argentino
- Ferrocoop
- Ferrocarriles del Chubut (FCC)

## Bolivien
- Empresa Nacional de Ferrocarriles del Estado (ENFE) (bis 1995, danach aufgeteilt und teilprivatisiert)
- Empresa Ferroviaria Andina (FCA) (betreibt seit 1996 das Netz im Hochland)
- Ferrocarril de Antofagasta a Bolivia (FCAB)
- Ferrocarril de Bolivia (FCB)
- Ferroviaria Oriental S.A. (FCOSA) (betreibt seit 1996 das Netz im östlichen Tiefland)

## Brasilien
- América Latina Logística (ALL)
- Brasil Ferrovias in América Latina Logística (ALL) integriert
  - Ferronorte
  - Ferrovia Novoeste
- Brazil Railway Company (historisch)
- Compagnie des Chemins de Fer Fédéraux de l’Est Brésilien (historisch)
- Companhia Brasileira de Trens Urbanos (CBTU) Nahverkehr in Recife (teilweise), Natal, Maceió, João Pessoa
- Companhia Estadual de Engenharia de Transportes e Logística vormals Flumitrens, Nahverkehr ab Niterói, Campos und Guapimirim
- Companhia Ferroviária do Nordeste (CFN) neu: Transnordestina Logística
- Companhia Metropolitana de Trens de Fortaleza (Metrofor)
- Companhia Paulista de Trens Metropolitanos (CPTM) (Nahverkehr São Paulo)
- Companhia Vale do Rio Doce (CVRD)
  - Estrada de Ferro Vitória a Minas (EFVM)
  - Ferrovia Centro Atlântica (FCA)
  - Estrada de Ferro Carajás (EFC)
  - Ferrovia Norte-Sul (FNS)
- Estrada de Ferro Amapá (EFA)
- Estrada de Ferro Campos do Jordão (EFCJ) nur Personenverkehr
- Estrada de Ferro Jari (EFJ)
- Estrada de Ferro Leopoldina (historisch)
- Estrada de Ferro Trombetas
- Ferrovía Bandeirante S.A. (Ferroban) heute in América Latina Logística (ALL) integriert
- Ferrovía Parana Oeste (Ferropar)
- Ferrovia Sul Atlântico heute in América Latina Logística (ALL) integriert
- Ferrovia Tereza Cristina (FTC)
- Leopoldina Railway (historisch)
- Metrô do Cariri gehört zu Metrofor, nimmt am 2. Dezember 2009 Personenverkehr Juázeiro do Norte - Crato auf
- Companha dos Transportes Metropolitanos de Salvador (CTS) S-Bahn Salvador
- Companha Piauiense dos Transportes Metropolitanos (CPT) Vorortsbahn in Teresina
- MRS Logística (MRS)
- Rede Ferroviária Federal SA (RFFSA) (1998 privatisiert und aufgeteilt)
- Supervia (Nahverkehr Rio de Janeiro)

## Chile
- Empresa de los Ferrocarriles del Estado (EFE)
  - Metro Valparaíso (MERVAL) S-Bahn Valparaíso
  - Metrotren S-Bahn Santiago
  - Biotrén S-Bahn Concepción

- Empresa de Transporte Ferroviaria (Ferronor)
- Ferrocarril de Antofagasta a Bolivia (FCAB), auch bekannt als Aguas Blancas Railway Company, (L)
- Ferrocarril del Pacífico (FEPASA), 1993 privatisierter Güterverkehr der Staatsbahn auf dem Breitspurnetz.
- TRANSAP

historische Eisenbahngesellschaften
Wegen der wirtschaftlichen Dominanz Großbritanniens waren viele Privatgesellschaften vor dem Zweiten Weltkrieg in London börsennotiert, hier als (L).
- Anglo-Chilean Nitrate and Railway Company, gegr. 1882 (L), span. Ferrocarril de Tocopilla al Toco;[2] später SQM. Kapspur.
- Chilean Northern Railway Company, und Chilean Transandine Railway Company, 70 km, Meterspur (L)[3]
- Arica and Tacna Railway Company, 64 km Strecke, Spurweite: 1429 mm; (L)
- Carrizal and Cerro Blanco Railway, Firmensitz Liverpool und Valparaiso, verpachtet an das Bergbauunternehmen Sociedad de Minas y Fundiciones de Carrizal.
- Compañia de Salitres y Ferrocarril de Agua Santa, engl. Calita Buena and Agua Santa Railway Fracht in der Región de Tarapacá[4]
- Ferrocarril Salitrero de Taltal, engl. Taltal Railway Company (L), gegr. 1881.[5] 1909: 148 km zwischen Tatal und Cachinal de la Sierra.

## Ecuador
- Ferrocarril del Ecuador Empresa Pública (FEEP), Liquidation 2020 eingeleitet[6]

## Guyana
- Guyana Railways and Harbours Administration, Gesellschaft aufgelöst

## Kolumbien
- Ferrocarriles del Norte de Colombia (FENOCO)
- Ferrocarriles Nacionales de Colombia (FCN) aufgelöst
- Empresa Colombiana de Vías Férreas (FERROVIAS) Infrastruktur und Nachfolger von FCN
- Sociedad de Transportes Ferroviarios (STF) Güterverkehr
- Turistren Touristenzug Bogotá-Zipaquirá
- Tren del Occidente (TdO) Gesellschaft in Auflösung
- Tren del Oeste (TO) Nachfolger von TdO ab 2009
- Cooperativa de Trabajadores Ferroviarios betreibt Personenzug Grecia-Barrancabermeja
- Ferrocarril de El Cerrejón Kohlenbahn
- Metro Medellin

## Paraguay
- Ferrocarril Presidente Carlos Antonio López Gesellschaft 2005 privatisiert
- Ferrocarril del Paraguay S.A. (FEPASA) seit 2005
  - Central Sur de Cargas (Abteilung von FEPASA)
- Ferrocarril (Nacional) del Norte, historische Gesellschaft von 1909 bis 1960
- Paraguay Central Railway (spanisch: Ferrocarril Central del Paraguay), historische Gesellschaft von 1889 bis 1961

## Peru
- Empresa Nacional de Ferrocarriles del Perú (ENAFER)
- Ferrocarril Central Andino (nur noch Touristenzüge und Güterverkehr)
- PeruRail (Personen-, Güter- und Touristenzüge)
- Peruvian Corporation (historisch)
- Ferrocarril de Tacna a Arica (FCTA) (nur Personenverkehr)

## Surinam
- Landsspoorweg, Gesellschaft 1986 aufgelöst

## Uruguay
- Administración de Ferrocarriles del Estado (AFE)
  - Servicios Logísticos Ferroviarios
- DBCC Transport (Portren)

historische Eisenbahngesellschaften
Diese Gesellschaften waren britische Unternehmen mit Hauptsitz in London:
- Central Uruguay Railway (spanisch: Ferrocarril Central del Uruguay)
- Central Uruguay Eastern Extension Railway (Ferrocarril Central Extensión del Este)
- Central Uruguay Northern Extension Railway (Ferrocarril Central Extensión del Norte)
- Central Uruguay Western Extension Railway (Ferrocarril Central Extensión del Oeste)
- Midland Uruguay Railway (spanisch: Ferrocarril Midland del Uruguay)
- Midland Uruguay Extension Railway
- North Eastern Uruguay Railway (spanisch: Ferrocarril Nordeste del Uruguay)
- North Western of Uruguay Railway (spanisch: Ferrocarril Noroeste del Uruguay)
- Uruguay Central and Hygueritas Railway (spanisch: Ferrocarril Central Uruguayo e Hygueritas)
- Uruguay East Coast Railway (spanisch: Ferrocarril Uruguayo del Este)
- Uruguay Great Eastern Railway (spanisch: Ferrocarril Uruguayo del Este)
- Uruguay Northern Railway (spanisch: Ferrocarril Norte del Uruguay)
- Uruguay Railway Company (US-amerikanische Gesellschaft)

## Venezuela
- Instituto de Ferrocarriles del Estado (IFE) seit 2008
- Metro Caracas

historische Eisenbahngesellschaften (Auswahl)
- Gran Ferrocarril de la Ceiba
- Gran Ferrocarril de Santa Bárbara a El Vigía
- Gran Ferrocarril del Táchira
- Venezuela Central Railway

## International
Die Asociación Latinoamericana de Ferrocarriles (deutsch Lateinamerikanischer Eisenbahnverband; ALAF) ist ein Dachverband des Eisenbahnwesens. Die 1964 gegründete ALAF ist als Nichtregierungsorganisation anerkannt. Sie arbeitet eng mit dem UIC zusammen. Zu den Aufgaben gehört die Normung
In der ALAF sind Verbände, Behörden, Eisenbahnunternehmen und Unternehmen der Bahnindustrie aus Ländern Süd- und Mittelamerikas, sowie aus Mexiko, Kuba, Österreich Spanien und Russland Mitglieder.

## Weblink
- ALAF